# Eirenaeus Philalethes
Eirenaeus Philalethes (l'amant de la pau de la veritat) va ser un alquimista del segle xvii autor de moltes obres influents en el seu camp. Aquestes obres van ser llegides per científics com ara Isaac Newton, John Locke, i Gottfried Wilhelm Leibniz. Diversos escrits de Newton sobre alquímia estan molt influïts en l'obra de Philalethes, tot i que Newton va incorporar modificacions significatives.

## Identitat
La identitat real darrere del pseudònim de Philalethes Eireneaus ha estat durant molt de temps en secret. En una investigació recent, però, s'argumenta que es tractava de George Starkey, un alquimista i el primer científic nord-americà, que va escriure les obres atribuïdes a Philalethes.